# Li Furong

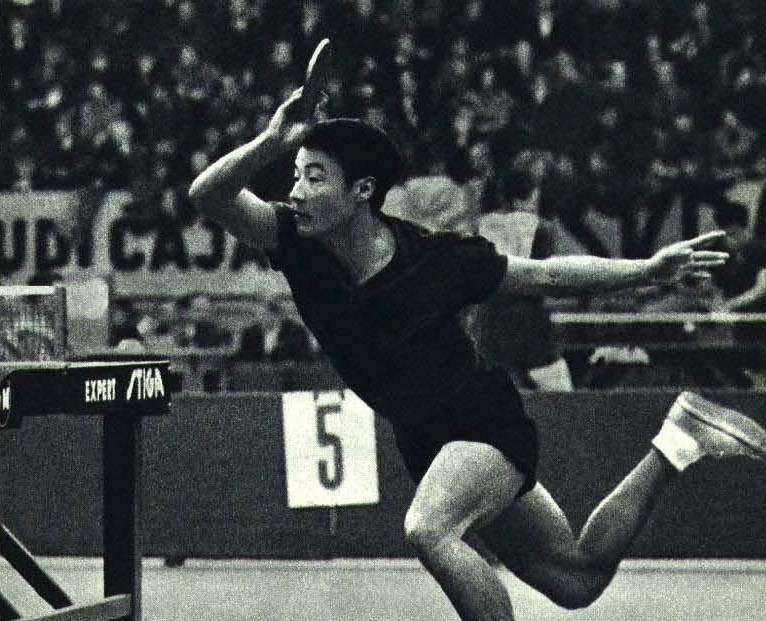
Li Furong 1965

Li Furong (chinesisch 李富榮 / 李富荣, Pinyin Lǐ Fùróng, W.-G. Li Fu-Jung; * 17. August 1943 in Shanghai) ist ein ehemaliger chinesischer Tischtennisspieler und -funktionär. Er ist dreifacher Vizeweltmeister.

## Karriere als Tischtennisspieler
Li Furong spielte im Penholder-Stil. Er gewann 1961 die nationale chinesische Meisterschaft im Einzel, Doppel (mit Zhuang Zedong) und Mixed (mit Han Yucheng).
Von 1961 bis 1973 nahm er an fünf Weltmeisterschaften teil. Dreimal in Folge wurde er Vizeweltmeister im Einzel hinter Zhuang Zedong, nämlich 1961, 1963 und 1965. Bei diesen WMs erreichte er im Doppel mit Wang Jiasheng das Halbfinale, zudem gewann er Gold mit der chinesischen Mannschaft, ebenso noch einmal bei der WM 1971. 1973 beendete er seine Karriere als Leistungssportler.
1967 und 1969 mied China wegen der Kulturrevolution die Weltmeisterschaften.

## Trainer und Funktionär
Nach dem Ende seiner aktiven Laufbahn trainierte Li Furong die chinesische Nationalmannschaft, die unter seiner Führung 1981 und 1983 Weltmeister wurde. 1979 wurde er Vizepräsident des chinesischen Tischtennis-Verbandes. Von 2001 bis 2009 war er Präsident des asiatischen TT-Verbandes sowie stellvertretender Präsident des TT-Verbandes China.
1999 wurde er in die ITTF Hall of Fame aufgenommen.

## Privat
Li Furong studierte in Shanghai am Institute of Physical Culture. Er ist verheiratet mit Zhang Yuyi, mit ihr hat er zwei Söhne. Er lebt in Peking.

## Turnierergebnisse
| Verband | Veranstaltung     | Jahr | Ort       | Land | Einzel        | Doppel     | Mixed        | Team |
| ------- | ----------------- | ---- | --------- | ---- | ------------- | ---------- | ------------ | ---- |
| CHN     | Weltmeisterschaft | 1973 | Sarajevo  | YUG  | letzte 16     | letzte 16  | keine Teiln. |      |
| CHN     | Weltmeisterschaft | 1971 | Nagoya    | JPN  | Viertelfinale | letzte 32  | keine Teiln. | 1    |
| CHN     | Weltmeisterschaft | 1965 | Ljubljana | YUG  | Silber        | Halbfinale | letzte 16    | 1    |
| CHN     | Weltmeisterschaft | 1963 | Prag      | TCH  | Silber        | Halbfinale | letzte 64    | 1    |
| CHN     | Weltmeisterschaft | 1961 | Peking    | CHN  | Silber        | Halbfinale | Silber       | 1    |